# Sørlandet (Schiff)
Die Sørlandet ist ein norwegisches Vollschiff (rahgetakelter Dreimaster) und heute das älteste noch segelnde Vollschiff der Welt. Sie ist neben der Christian Radich und der Statsraad Lehmkuhl einer von drei Großseglern, die heute noch unter norwegischer Flagge fahren.

## Geschichte
Das Schiff wurde 1927 auf Initiative des Reeders Oluf Skjelbred von der Werft Høivolds Mek. Verksted in Kristiansand aus Spendenmitteln gebaut und nach Sørlandet, dem südlichsten der fünf Landesteile (Norwegisch: Landsdel) Norwegens benannt. Das Segelschulschiff reiste in viele Teile der Erde; unter anderem war es 1933 mit seiner Fahrt zur Weltausstellung nach Chicago (USA) das erste norwegische Schulschiff, das den Atlantik überquerte. 1940 beschlagnahmte die deutsche Kriegsmarine die Sørlandet und verlegte sie nach Kirkenes in Nord-Norwegen. Das Schiff wurde dort durch eine Fliegerbombe der Alliierten versenkt, von der Kriegsmarine jedoch wieder gehoben. Den Rest des Krieges verbrachte es abgetakelt als U-Boot-Depotschiff.

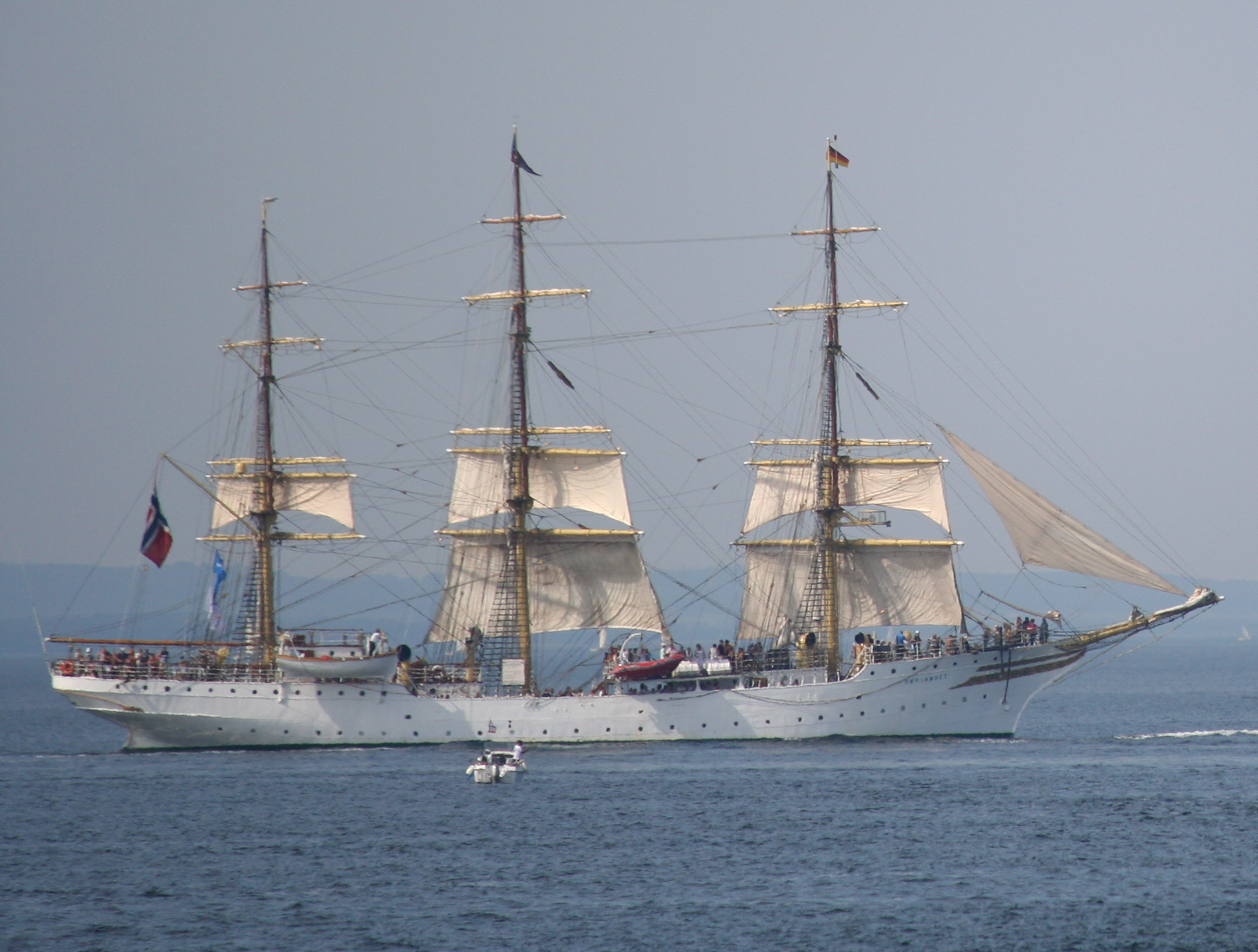
Die Sørlandet

Nach dem Krieg wurde die Sørlandet in schlechtem Zustand dem Eigner zurückgegeben und in Kristiansand repariert. Von 1948 bis 1974 unternahm sie wieder viele Ausbildungsreisen. Bis zum Jahr 1958 war die Sørlandet ohne Hilfsmotor nur unter Segeln unterwegs. Nachdem sie ab 1974 drei Jahre lang vor Arendal als Auflieger vor Anker gelegen hatte, übernahm die Reederei Skjelbreds erneut die Initiative für das Segelschiff und überführte es nach Kristiansand. Die dortige Stiftung „Stiftelsen Fullriggern Sørlandet“ erwarb es 1981, und seitdem unternimmt die Sørlandet Reisen mit zahlenden Mitseglern. Vom Heimathafen Kristiansand aus befährt sie in den wärmeren Jahreszeiten die Nordsee und im Winter die Karibik. Außerdem benutzt die Königlich Norwegische Marine das Schiff zu Ausbildungszwecken.